# Negaraku
 (novembre 2018).
Le contenu est difficilement compréhensible vu les erreurs de traduction, qui sont peut-être dues à l'utilisation d'un logiciel de traduction automatique.
Negaraku (Mon pays) est l'hymne national de la Malaisie. Il fut choisi comme hymne national à l'époque de l'indépendance de la fédération de Malaisie du Royaume-Uni en 1957. La mélodie était à l'origine utilisée comme hymne national de Perak, qui a été adopté à partir d'une mélodie française populaire intitulée "La Rosalie" composée par le parolier Pierre-Jean de Béranger.
Certaines des interprétations musicales ont été modifiées à plusieurs reprises en 1992, 2003 et 2006.

## Histoire

### Concours et compositeurs invités

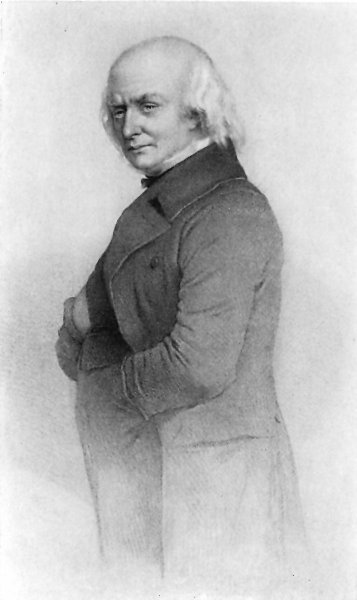
Pierre-Jean de Béranger, le créateur d'une mélodie française populaire intitulée "La Rosalie", à partir de laquelle cette chanson a été adoptée.

Pierre-Jean de Béranger, créateur d'une mélodie française très populaire intitulée "La Rosalie", à partir de laquelle cette chanson a été adoptée.
Au moment de l'indépendance, chacun des onze États qui constituaient la fédération de Malaisie avait son propre hymne, mais il n'y avait pas d'hymne national. Tunku Abdul Rahman, alors ministre en chef et ministre de l'intérieur, a organisé et présidé un comité chargé de choisir un hymne national approprié. Sur sa proposition, un concours mondial a été lancé. 514 entrées ont été reçues de partout dans le monde. Aucun n'a été jugé approprié.
Le comité a ensuite décidé d'inviter des compositeurs de renommée internationale à soumettre des compositions pour examen. Les compositeurs choisis sont Benjamin Britten (qui qualifiera plus tard sa candidature de "curieux et plutôt terrifiant"), Sir William Walton, qui venait de composer la marche pour le couronnement de la reine Elizabeth II, le compositeur américain d'opéra Gian Carlo Menotti et Zubir Said, qui composèrent plus tard Majulah Singapura, l'hymne de Singapour. Ils ont tous été refusés aussi.

### Utilisation de la mélodie de l'hymne de l'État de Perak

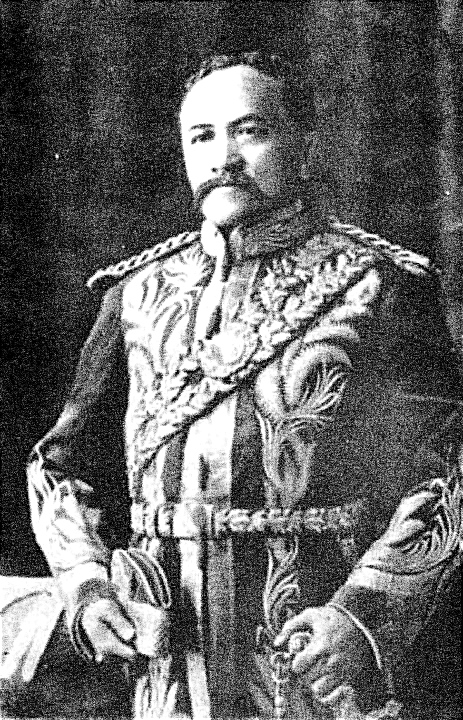
Sultan Abdullah de Perak

Le comité s'est ensuite tourné vers l'hymne de l'État de Perak. Le 5 août 1957, il a été sélectionné en raison de la "saveur traditionnelle" de sa mélodie. De nouvelles paroles pour l'hymne national ont été écrites conjointement par le jury, le Tunku lui-même jouant le rôle principal. À l'époque, cette mélodie était, bien que toujours l'hymne d'État de Perak, Allah Lanjutkan Usia Sultan.
La chanson avait été très populaire sur l'île de Mahé aux Seychelles, où le sultan de Perak vivait autrefois en exil. Selon certaines rumeurs, il l'aurait entendu lors d'un concert public sur l'île, une chanson à la mélodie française populaire prétendant avoir été composée par le parolier Pierre-Jean de Béranger (1780–1857), né à Paris. Mais il n'y a aucune preuve de cela puisqu'il était un parolier qui utilisait des mélodies différentes pour sa chanson et que le titre ne figurait pas dans les quatre volumes publiés de ses chansons ni dans le volume de mélodie qu'il utilisait pour ses chansons. Il est également allégué que lorsque le Sultan Idris Murshidul'adzam Shah, souverain de l'État de Perak de 1887 à 1916, a représenté les souverains malais des États fédérés malais lors du couronnement du roi Édouard VII en 1901, son officier demandé quel était son hymne d'Etat. Réalisant que son pays ne possédait pas d'hymne, il a décidé de ne pas paraître en arrière devant ses hôtes et de fredonner la mélodie susmentionnée.
La chanson a ensuite été introduite dans un Bangsawan (opéra) indonésien, qui se produisait à Singapour vers 1940. En un rien de temps, la mélodie est devenue extrêmement populaire et a reçu le nom de "Terang Bulan". En plus de sa dignité et de son prestige en tant qu’hymne de l’État de Perak, la chanson est devenue un "arbre à feuilles persistantes" malaise, jouant dans des fêtes, dans des cabarets et chantée par presque tout le monde dans les années 1920 et 1930. (Aujourd'hui, bien sûr, depuis l'indépendance, il n'est pas joué comme une mélodie populaire et toute utilisation de ce type est interdite par la loi). L'hymne a été donné un nouveau rythme rapide en 1992, qui s'est révélé impopulaire. Certains Malaisiens sont allés jusqu'à dire que le tempo modifié ressemblait à de la musique de cirque et faisait l'objet de beaucoup de dérision.

### Proposition de renommer
En juillet 2003, la presse malaisienne a annoncé que l'hymne serait réarrangé pour la deuxième fois et que le titre et les paroles seraient modifiés de Negaraku à Malaysiaku (ce qui signifie "ma Malaisie"). La consternation a suscité un tollé général et le changement de nom a été supprimé, mais l'hymne a été réarrangé et repris par le compositeur Wah Idris.

## Paroles

### En malais (officiel)
| En écriture Rumi (officiel) | En écriture Jawi                                                                                         | Transcription API (version musicale) |
| Negaraku, Tanah tumpahnya darahku, Rakyat hidup, Bersatu dan maju! 𝄆 Rahmat bahagia, Tuhan kurniakan, Raja kita, Selamat bertakhta! 𝄇, | نڬاراكو تانه تومڤهڽ دارهكو رعيت هيدوڤ برساتو دان ماجو 𝄇 رحمة بهاڬيا توهن كورنياكن راج كيت سلامت برتختا 𝄆 | [negaraku] [tana(h) tumpa(h)ɲa dara(h)ku] [raʔjat̚ hidup̚] [bersatu dan madʒu] 𝄆 [ra(h)mat̚ bahagia] [tuhan kurniakan] [radʒa kita] [selamat̚ bertaxta] 𝄇 |

### Autres langues
| Traduction en anglais | Traduction en mandarin | Traduction en tamoul |
| --- | --- | --- |
| Oh my motherland, Where my life began Where people lives In harmony and prosperity With God given Blessing of happiness Our King Reign in peace With God given Blessing of happiness Our King Reign in peace | 我的國家， 我生長的地方。 各族團結 前途無限無量。 但願上蒼， 福佑萬民安康。 祝我君王， 國祚萬壽無疆。 但願上蒼， 福佑萬民安康。 祝我君王， 國祚萬壽無疆。 | எனது நாடே என் குருதி சிந்திய மண்ணே மக்கள் வாழ்வே ஒற்றுமையே முன்னேற்றமே அருளோடும் மகிழ்வோடும் இறைமை வழங்கிடும் எங்கள் மாமன்னர் முறையாட்சி வாழியவே அருளோடும் மகிழ்வோடும் இறைமை வழங்கிடும் எங்கள் மாமன்னர் முறையாட்சி வாழியவே |

### Traduction en français
Terre de ma naissance,
Le peuple y vit, uni et progressif,
𝄆 Que Dieu nous bénisse et nous accorde du bonheur,
Que soit prospère le règne de notre roi sur nous. 𝄇

## Étiquette

### Comportement individuel
Chaque fois que l'hymne national est joué ou chanté ou chaque fois que la version abrégée ou abrégée est jouée, toutes les personnes présentes doivent se faire remarquer comme une marque de respect, sauf lorsqu'elles sont jouées ou chantées dans le cadre d'une émission de radio ou de télévision ou de programmes d'actualités. Tous les couvre-chefs (à l'exception des religieux et des militaires) doivent être retirés et toutes les personnes présentes doivent faire face au Jalur Gemilang, s'il est présent. Les militaires en uniforme doivent faire un salut lorsque l'hymne est joué.
Le non-respect de l'Article 8 (1) de la Loi de l'Hymne National de 1968 sans motif valable et suffisant, et tout acte ou omission portant atteinte au prestige de l'hymne aux yeux du public est légalement interprété comme une manifestation de manque de respect. Toute personne qui manque sciemment de respect envers l'hymne dans un lieu public est passible d'une amende maximale de RM 100 ou d'une peine d'emprisonnement d'un mois au plus.

### Les versions
Chacune des versions de l'hymne, chacune diminuant en longueur, est interprétée en fonction de l'importance du rang de la personne présente à une occasion, comme spécifié par la Loi.

#### Version complète ("royale")
Selon la loi, la version complète ou "royale" de l'hymne national doit être jouée aux occasions suivantes :
- lorsqu’un salut est rendu au Yang di-Pertuan Agong ou à son suppléant dans l’exercice des fonctions de Yang di-Pertuan Agong, ou à un souverain désigné pour exercer les fonctions de Yang di-Pertuan Agong conformément au Loi de Yang di-Pertuan Agong (l’exercice des fonctions) de 1957, ou lorsque la norme royale est affichée pour indiquer sa présence;

- à toutes les occasions où le Yang di-Pertuan Agong est présent (y compris des émissions de radio et de télévision);

- quand le Jalur Gemilang est porté en défilé;

- quand les couleurs du régiment sont présentées; et

- pour hisser les couleurs de la Marine Royale Malaisienne.

La version complète peut être utilisée dans les écoles dans le but d’enseigner aux élèves comment la chanter correctement, et à toute autre occasion à la discrétion de SM le Yang di-Pertuan Agong.

#### Occasions spéciales
Lors de toutes les réceptions officielles de dignitaires étrangers au cours desquelles le salut est prononcé, la version intégrale doit être jouée immédiatement après l'hymne du pays du dignitaire en visite.
Le protocole des hymnes en présence d'un dignitaire étranger est respecté lors de toutes les occasions officielles organisées par les missions étrangères en Malaisie pour la célébration de leurs fêtes nationales ou d'autres occasions nationales.

#### Version abrégée
La version abrégée est interprétée comme un salut lors de toutes les occasions officielles de Sa Majesté le Raja Permaisuri Agong et de Leurs Altesses Royales les Yang di-Pertua Negeri. Lorsqu'un salut est rendu à un chef d'État, la version abrégée est jouée avant l'hymne de l'État concerné.
La version abrégée est également jouée à toute occasion que SM le Yang di-Pertuan Agong peut, par ordonnance, prescrire.

#### Version courte
Lors de toute occasion officielle où SM le Yang di-Pertuan Agong ou son représentant n'est pas présent mais que Leurs Altesses Royales les Yang di-Pertua Negeri est présent, la version courte est jouée à la fin de l'événement immédiatement après l'hymne de l'État concerné.

## Controverses

### Modifié dans une chanson de rap
En 2007, une vidéo de YouTube présentant une parodie de l'hymne Negaraku a suscité une controverse en Malaisie. La vidéo, nommée Negarakuku, présente Namewee, un étudiant malaisien étudiant à Taiwan, qui a tissé le Negaraku dans un rap en langue chinoise. Le drapeau de la Malaisie a été présenté à la toile de fond. Cette vidéo controversée a provoqué l'indignation de la plupart des membres du gouvernement malaisien. La chanson critique le gouvernement et parle péjorativement des Malais, le groupe ethnique principal de la Malaisie. Néanmoins, Namewee a nié que son intention soit d'insulter ces factions, mais plutôt d'inviter les Malaisiens chinois à embrasser "l'unicité du pays".
Le titre de la vidéo Negarakuku peut signifier "Mon Negaraku", car le suffixe -ku implique la possession à la première personne en malais. Cependant, une explication plus plausible est que "kuku", ressemblant à l'anglais "cuckoo", signifie "fou" en argot. Ainsi, dans ce sens, "Negara kuku" signifie "fou pays", ce qui est peut-être le sens voulu compte tenu du contenu de la vidéo. "Kuku" est également un terme Hokkien pour pénis, qui, combiné avec le sens "fou", est utilisé comme une insulte.

### Allégation d'adaptation de Terang Bulan par la maison de disques indonésienne
En 2009, une maison de disques publique indonésienne, Lokananta, avait allégué que "Negaraku" avait imité une chanson folklorique indonésienne plus ancienne intitulée "Terang Boelan". "Terang Boelan" lui-même est une chanson adaptée d'une chanson française beaucoup plus ancienne intitulée "La Rosalie".  L'allégation est considérée comme politiquement motivée en raison de certains conflits qui ont été évoqués entre les deux pays, tels que la défaite de l'Indonésie lors de la confrontation de 1963-1966 et le conflit de propriété des îles Ligitan et Sipadan. 